# La Parrilla
La Parrilla är en ort i Spanien.   Den ligger i provinsen Provincia de Valladolid och regionen Kastilien och Leon, i den centrala delen av landet, 140 km nordväst om huvudstaden Madrid. La Parrilla ligger 860 meter över havet och antalet invånare är 623.
Terrängen runt La Parrilla är platt söderut, men norrut är den kuperad. La Parrilla ligger uppe på en höjd. Runt La Parrilla är det glesbefolkat, med 15 invånare per kvadratkilometer. Närmaste större samhälle är Laguna de Duero, 16,5 km väster om La Parrilla. Trakten runt La Parrilla består till största delen av jordbruksmark.